# 公共サービス
公共サービス（こうきょうサービス、Public services）とは、通常は政府から市民に対して直接、公務員による官業または民間機関への出資を通して提供されるサービスを指す。この定義には、そのサービスが納税額に関わりなく地域の選挙民全員に提供されるべきであるとの意義が含まれる。
公共サービスは政府運営か政府出資かによらず、社会的・政治的な理由によって多くのセクターについて規制の対象となっている。

## 機能
公共部門には、基本的に、
1. 富の再分配の公平化
2. 資源配分における民間経済の補完
3. マクロ経済の調整

といった3つの機能があると考えられている。

## セクター
- 放送
- 教育
- 電力
- 環境保護
- 消防
- 都市ガス
- 医療 - 公費負担医療、国民健康保険、単一支払者制度など。
- 軍事
- 警察
- 裁判所
- 公立図書館
- 公共交通
- 公営住宅
- 通信
- 水道

## 財源
日本の一般政府歳出（%, 2019年）
公共サービスの提供や公共事業である社会資本の整備は、国・地方自治体がそれぞれ分担して行っている。そのために必要な資金は、国民からの租税・保険料で賄うのが基本原則である。
政府は、集めた税金を、公共の利益のために使う。道路・公園・ダムなどの社会資本の整備をしたり、警察・消防などの公共サービスを提供し治安を維持したり、生活保護・失業給付・公的年金などを提供し社会厚生を向上させたりしている。政府が公共サービスを供給するためには、その財源を確保するため徴税を行う。
国民に提供するサービスの費用を賄うには、国は国民から徴税する。国が提供するサービスの費用を負担するのは国ではなく納税者である。
納税者は、税金を他人に転換しようとするが、税金の転換が起きても国のサービスの費用を国民が負担することに変わりはない。政府が国債を発行して国が提供するサービスの費用を賄う場合も、それは徴税を先延ばしにしているに過ぎず、最終的にはその費用を税金によって賄うしかない。
ただし、国のサービスの費用の負担者がそのサービスの受益者とは限らず、むしろサービスの受益者が費用を負担しないケースが多い。あるいは、サービスの受益者が負担する場合でもサービスにかかる費用の一部だけであったりする。サービスの受益者がその費用を負担することを受益者負担の原則という。
経済学者の井堀利宏は、政府による公共サービスを望む者も、また税金の徴収が不可欠であることを理解する者も、税の自己負担が増加することに抵抗を持つとしている。その大きな理由は、公共サービスに「受益者負担の原則」が適用できないことにあり、その結果受益と負担が乖離するためである。自分が税金を払わなくても他人が払えば自分は得をすることとなり、他人が負担する税金は「良い税金」であり、自分が負担する税金は「悪い税金」となる。井堀は、こういったただ乗り現象（フリーライダー）の克服が、税金のあり方を考える上で最も重要な論点となるとしている。
公的負担に対する不満・不公平感は常に存在するが、これが世代をまたがった負担として認識されることがある。一つは、現在の世代と将来の世代の間の負担であり、もう一つは現在の世代の現役世代と高齢者世代の間の負担である。